# 増田俊男
増田 俊男（ますだ としお、1938年4月18日 - ）は、日本の著作家、時事評論家、投資家。
投資顧問会社「サンラ・ワールド」最高顧問。月刊「力の意志」編集主幹。グローバル・レインボーシップ相談役

## 略歴
東京都生まれ。1962年に慶應義塾大学商学部を卒業し東急エージェンシーに入社するも、1964年に退社。
1974年に「アメリカンドリームを求め」て渡米、ロサンゼルスを本拠に天下一家の会の活動に従事し有罪判決を受ける。保護観察の後、畳や布団を全米各地で売り歩く等の事業を展開。1986年にハワイに渡り、先住ハワイアンの土地奪還請求運動を支援（後述）、1994年パラオが米国から独立後、同国国会アドバイザーに任命されたと自称。1995年帰国。

## 出資法違反疑惑と強制捜査
執筆活動の傍ら、知人の江尻真理子（後に結婚、妻となる）が社長を務める投資顧問会社「サンラ・ワールド」（以後サンラ社と記述）を事務局とする会員制投資クラブに関係。2000年5月、自らを会長とする「サンラ国際信託銀行」をパラオにて設立し、金利10%以上をうたった定期預金をクラブ会員へサンラ社経由で勧誘する。2005年、「サンラ国際信託銀行」は営業許可を取り消されるが、サンラ社は事実を公表せず出資募集を継続する。
ハワイ元州知事ジョン・ワイヘエと組みコーヒー園を所有・経営してサンラ社経由で出資を募るも、コーヒー園は経営破綻し配当が止まる。カナダIT企業の未公開株購入を長期間勧誘するも、経営成績が向上せず上場計画も二転三転しながら延期が繰り返されるなど不透明が続くが、同IT企業は2010年2月、株式上場される。
これら一連の投資への勧誘で約200億円の資金を集めるが償還期限後も大半が返済不能状態になり、不特定多数からの預かり金を禁じた出資の受入れ、預り金及び金利等の取締りに関する法律（出資法）違反の罪により、一部投資家から警視庁へ告訴される。2010年2月3日、サンラ・ワールド本部や増田私邸など数カ所が、警視庁生活経済課に家宅捜索される。
2007年、約6200万円分のカナダIT企業未公開株売買を仙台市の医師ら10人に仲介した金融商品取引法違反（無登録営業）容疑で在宅起訴され、2012年1月27日、懲役1年6月執行猶予3年・罰金300万円の有罪判決が言い渡される。

### 民事裁判
これら事案に関連し仙台市青葉区在住の女性が、「価値の無い未公開株を大量に購入させられた」などとして、増田らを相手取り仙台地方裁判所へ訴訟を提起する。2010年11月10日、増田らに対し計約4,250万円の支払いを命じる判決が言い渡される。

## 評論・執筆活動
渡部昇一や船井幸雄などとの共著をはじめとして、多くの著書が存在している。また、2008年1月号まで会員制月刊誌「力の意志」（サンラ・ワールド発行）の編集主幹を務めた。同誌には各界の学者や文化人が寄稿している。一方、学者や文化人側が同誌に執筆したことをアピールすることもある。例えば新しい歴史教科書をつくる会会長の藤岡信勝は自らのブログに執筆論文を転載し、「同誌と増田俊男氏に謝意を表します」と書いている。
評論活動においては「2004年に日経平均株価が3万円に達する」などの発言が有名であり、「急騰」「バブル」といった語句を多用する。著書のタイトルにはそのような語句を使用することが多い。
- 公言することは危険でありマスコミ報道されてこなかったが.....アメリカドルを支えてきたのは中東産油国と原油取引通貨をドルに指定するペトロダラーと基軸通貨特権であるドルに異を唱えた者は排除されてきた。ドル以外の通貨で取引したイラクやアラブの春はドル以外の通貨で取引した為独裁国の民主化を理由に体制壊滅したシリアもアメリカが作ったISイスラム国に戦争を仕掛けられた外貨準備の米国とIMFのSDRと交換することで初めてドル資産を減らした中川財務大臣は 世界銀行に仕組まれた酩酊会見で辞任に追い込まれ不慮の死を遂げた。

- 財政均衡が間違いであることは1971年8月15日ブレトンウッズ体制が崩壊し為金本位制を廃止した時点で認識されるべきであった。アメリカは世界最大の債務国になり20兆ドルの赤字を拡げ続けているが実際に財政破綻などになったことはない。 アメリカでは納税はタックス・リターンと言う政府支出に対する返還を意味する。納税とは国民資産を政府に返還することであるから予算支出前に徴税収するのは本末転倒である。
- 中央銀行制度は市場に上場されている株式会社で政府から独立した機関である。中央銀行が通貨発行の自由裁量権を持っていて中央銀行オーナー株主が債権者として政府に通貨を与え恒常的に債務者になり中央銀行が恒常的債権者になる制度で政府の富を搾取している制度である。株主はFRBもBOEも同じ国際金融資本である。

- 1951年9月8日サンフランシスコ講和条約と同時に日米安保条約が締結され、条約で在日米軍の対日占領の不変を認めているのである。こうした日本の主権の真実を隠して見せかけの独立を国民に信じさせてきた。
- 在日北朝鮮拉致問題は日本と北朝鮮を分断すると共に、南北朝鮮統一後、アジアを統一朝鮮対日本の対立にする為に必要な措置である。日本を朝鮮和平非核化から除外されれば南北朝鮮が統一され北朝鮮の核ミサイルはアメリカと韓国にとって脅威ではなく日本にとってのみ脅威になる。選択肢の無い日本は挙句の果て沖縄米軍撤退、拉致家族解放の身代金名目で南北統一資金を取られ、統一韓国から核ミサイル脅威に晒される事態になる。

## その他
- 赤穂浪士の早水藤左衛門の末裔と自称している[5]。
- 著書『ハワイ王国独立と日米総合戦争』では、1986年にハワイに渡り先住ハワイアンの土地奪還請求運動を支援、法廷闘争で返還に成功させたと自称。「カメハメハ6世」より授けられたという「ハワイ王国全権大使」なる肩書きを使用している。但し、カメハメハ王朝はカメハメハ5世で断絶している。

## 主な著書・共著
- 『ハワイ王国独立と日米総合戦争』（飛天出版）1993年
- 『日本はどこまで喰われ続けるのか : 個人資産倍増のヒント』船井幸雄との共著（徳間書店）1998年
- 『日本はこれから良くなる: アメリカが逆立ちしても日本に勝てない理由』渡部昇一、船井幸雄との共著（徳間書店）1998年
- 『資本の意思が日本を復活させる : それは株高、円高、金利高を演出する』（徳間書店）1999年
- 『目からウロコおカネ儲けの法則 : 最小資本で最短時間に最高の利益を上げろ』（ビジネス社）1999年
- 『目からウロコ おカネがお金を産む時代: 今こそ株と為替で儲けるチャンスだ』（太陽企画出版）1999年
- 『沈むアメリカ・浮上する日本 : 「円高・株高・景気回復」のミレニアムへ！』（風雲舎）2000年
- 『破壊と創造のサイバー資本主義』（太陽企画出版）2000年
- 『負けながら勝ってしまう日本 : 「資本の論理」が繁栄を導く』（PHP研究所）2000年
- 『この夏上がる、買っていい株100 : チャート付き完全データ集』（サンラ出版）2000年
- 『目ざめよ、日本』前野徹との共著（サンラ出版）2000年
- 『アメリカの細胞で日本を見ると、日本の未来が見えてくる : 増田俊男の「時事直言」白書』（サンラ出版）2001年
- 『2002年日本経済 バブル再来 : 世界のマネーが日本を選ぶ83の理由』（アスキー）2001年
- 『ブッシュよ。お前もか･･･ ： 「新型戦争」を演出し、経済再生を狙うアメリカの覇権構想』（風雲舎）2001年
- 『土地神話復活: 世界の投機マネーが日本に流れ込む』（アスキー）2002年
- 『2003年フセイン特需で日本は大復活する : 為替本位制時代の資産運用術』（ダイヤモンド社）2002年
- 『国際投資戦略家が書いた目からウロコのマーケットの読み方』上巻・下巻（アスキー・コミュニケーションズ）2003年
- 『2004年超円高大好況! : 基軸通貨ドルがローカル通貨円に救われる時』（ダイヤモンド社）2003年
- 『大金持ちになる最強の3原則 : 100万円からはじめる必勝ノウハウ』（かんき出版）2004年
- 『2005年超株高大景気』（ダイヤモンド社）2004年
- 『だから日本は勝つ。 : 「資本」を支配する者が世界を動かす』（PHP研究所）2005年
- 『敗者の論理勝者の法則 : なぜ、上手くいかないのかなぜ、成果が上がるのか』（プレジデント社）2005年
- 『史上最大の株価急騰がやってくる！ : 増田俊男の2006年大予測』（ダイヤモンド社）2005年
- 『日本経済大好況、目前！』（アスコム）2005年
- 『日本大復活！ : アメリカを救う国家戦略が黄金の時代の扉をひらく』（PHP研究所）2006年
- 『空前の内需拡大バブルが始まる！ : 増田俊男の2007年大予測』（ダイヤモンド社）2006年
- 『そして、日は昇った！ : 日本が世界の「富」を牽引する』（PHP研究所）2007年
- 『日本がアメリカと世界を救う！ : こんなにたくさんある21世紀が日本の時代になる理由』（徳間書店）2007年
- 『またもやジャパン・アズ・ナンバー１の時代がやってくる―乗り遅れるな、最後のチャンス　円高、株高、資産高！ 』（徳間書店）2007年

## 参考
1. ↑  2000年に「資本の意志」として創刊し、2002年に改題。2008年1月発売号を最後に休刊。
2. ↑  “都内の投資顧問会社を捜索 無登録で海外投資募集容疑”. 共同通信社. 47NEWS. (2010年2月3日) 2014年3月25日閲覧。
3. ↑  未公開株、「時事評論家」らに4千万円賠償命令 読売新聞 2010年11月11日
4. ↑  http://blog.so-net.ne.jp/fujioka-nobukatsu/2006-04-28
5. ↑  TBSテレビ『イブニングワイド』（2010年2月3日放送）によると、「赤穂義士子孫の会」会員である早水の子孫に問い合わせたところ「（増田俊男という人物は）存じ上げない。浪士の命日に子孫が集まるが全く聞いた事も見た事もない」と答えたということである。